# Ruine Rifenstein
Die Ruine Rifenstein liegt in der Nähe von Reigoldswil im Bezirk Waldenburg im Kanton Basel-Landschaft in der Schweiz.

## Lage
Die Ruine der Höhenburg liegt zwischen Reigoldswil und Titterten bei 610 m auf einem Felsvorsprung auf dem Südhang des Rifenstein (723 m).

## Anlage

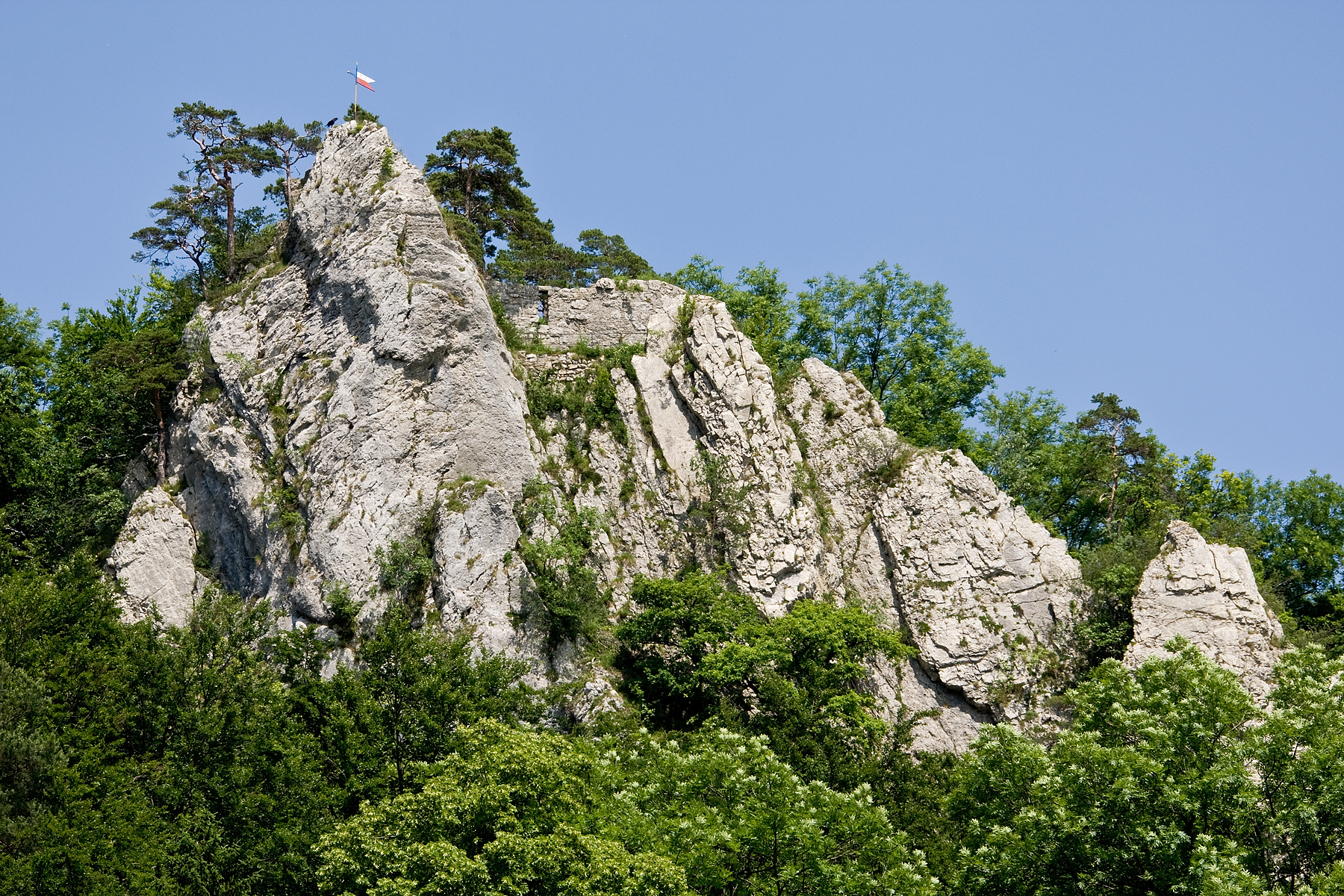
Blick vom Tal zur Ruine der Höhenburg

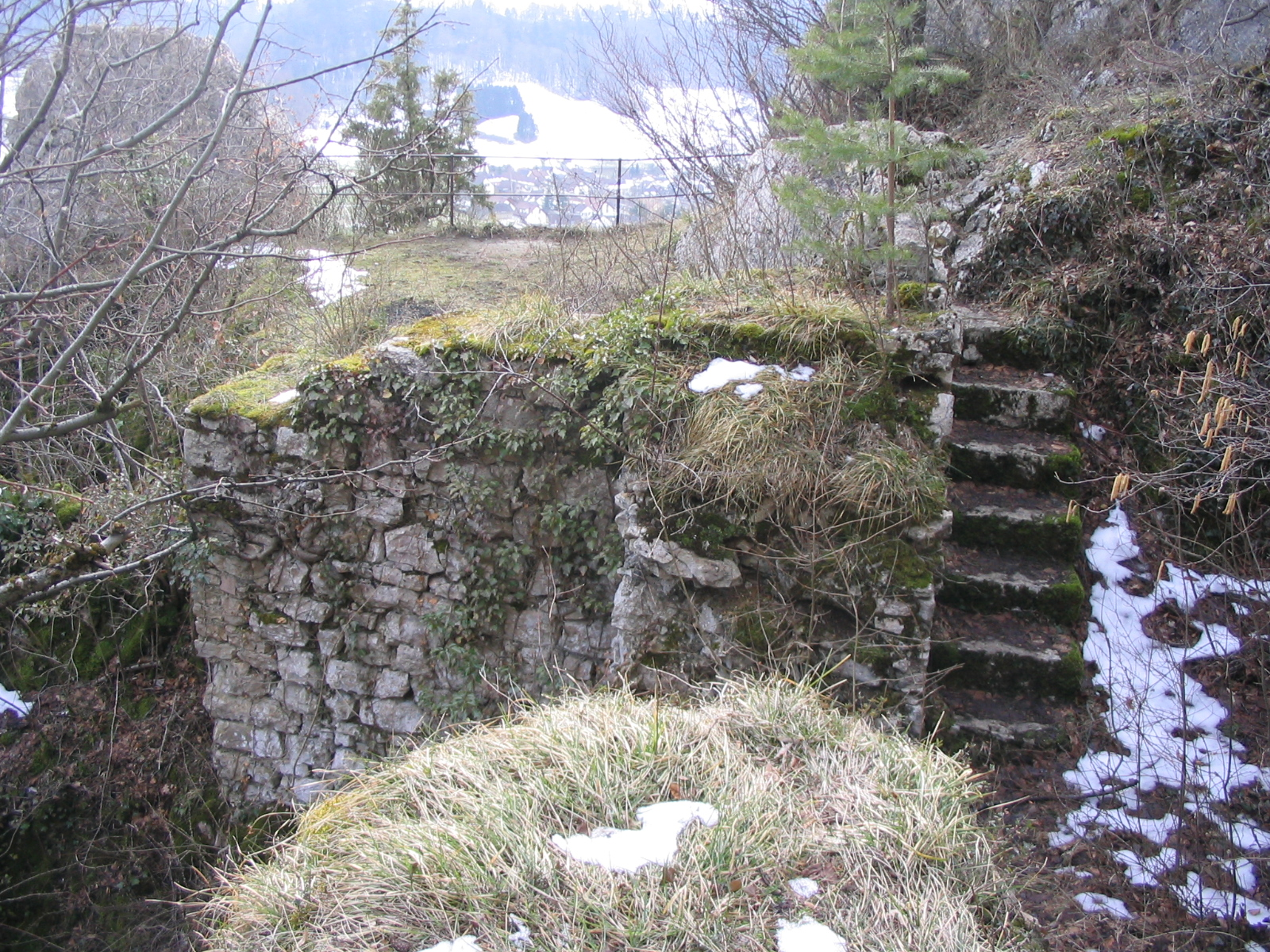
Mauerreste in der Burg

Die Ruine wird durch die Form des Felsens in drei Teile unterteilt: den Wohnturm auf der Felsspitze, eine ummauerte Terrasse im Osten und überbaute Felsschlünde im Westen.
Ursprünglich hatte es beim Eingang vom Gegenhang her eine Brücke über einen vorgelagerten Felszacken, welche den Zugang zur Burg ermöglichte. Eine Sage erzählt, dass einst bei einer Belagerung die angreifenden Kriegsleute so zahlreich über die Brücke stürmten, dass diese unter der grossen Last zusammenbrach. Obwohl eine Sage – ein solcher Handstreich musste damals vom Angreifer aus ökonomischen Gründen mit lediglich 5 bis 20 Leuten geführt werden –, hat die Thematik doch einen wahren Kern: Das Interesse der Nachbarn an der Aneignung auch solch kleiner Güter war recht hoch (s. unten).
Wenn man durch das Tor geht, gelangt man auf die ummauerte Terrasse. Die Mauer folgt der unregelmässigen Linie der Felskante. Im tiefer gelegenen südlichen Teil der Terrasse befand sich sehr wahrscheinlich eine Zisterne. Hier ist die originale Mauer fast komplett zerstört, und das, was man heute noch sieht, nachträglich wieder aufgemauert worden. Ganz neu ist der Aufstieg auf den Wohnturm von hier aus. Ursprünglich gab es an dieser Stelle nur eine Verbindung zu den überbauten Felsschlünden. Der schmale Weg führte über eine aufgemauerte Rampe um die Felsnase herum und nicht über eine Brücke. Auf den überbauten Felsschlünden findet man an den Felswänden ausgemeisselte Balkenlager und verschiedene Mauerteile, welche von einem überdachten hölzernen Gebäudekomplex stammen.
Von hier aus konnte man ursprünglich auch über eine Treppe den Wohnturm betreten. Der Turm bildet ein unregelmässiges Viereck mit einem Durchmesser von 11 bis 16 Meter und wird von einer 2 Meter dicken Mauer umgeben. Der Eingang in den Turm war auf der gegenüber liegenden Seite vom heutigen Eingang. Für die Mauer des Turmes wurden viele grosse und unbearbeitete Steine verwendet. Auf dem Turm hatte es eine Holzkonstruktion mit etwa drei Obergeschossen und einem Holzdach.

## Geschichte
Die Geschichte der Burg und des Geschlechtes der Rifensteiner ist noch sehr unklar. Die Ausgrabungen sollten in den Jahren 2009 und 2010 weitergeführt werden, um mehr Informationen zu erhalten und die vom Zerfall bedrohte Ruine zu konservieren. Die Bodenfunde, welche man bis jetzt entdeckte, belegen eine Nutzung der Burg zwischen circa 1200 und 1350. In den schriftlichen Überlieferungen werden die Burg bzw. das ritterliche Geschlecht Rifenstein nur selten erwähnt, so z. B. in Urkunden des Klosters Schönthal aus dem Jahre 1145. Die Wahrscheinlichkeit, dass dieses Dokument gefälscht ist, ist recht gross, denn zu dieser Zeit – ohne ein funktionierendes Rechtssystem im heutigen Sinne – war die Nutzung von manipulierten Dokumenten ein wesentliches Instrument, sich weitere Güter anzueignen. Sollte der Felsen, auf dem das heutige Rifenstein steht, bereits um oder vor 1200 für eine Festung genutzt worden sein, so müsste dies einem verschwundenen Vorgängerbau entsprechen; die heute noch sichtbaren Mauerreste können nicht vor das 13. Jahrhundert datiert werden.
Die erwähnte dürftige Quellenlage lässt vermuten, dass das Geschlecht der Rifensteiner nur wenig Land besass – wahrscheinlich selbst gerodetes Eigengut – und nicht sehr einflussreich war. Es lassen sich mehrfach Versuche der naheliegenden  Ramsteiner nachweisen, sich im Reigoldswilertal Güter und die damit verbundenen Rechte anzueignen. Vermutlich waren sie damit im Falle von Rifenstein erfolgreich oder die Rifensteiner waren sogar den Ramsteinern zugehörig, denn im Jahre 1394 übergibt Thüring von Ramstein die Burg Rifenstein und einen Teil der immer noch damit verbundenen Rechte (z. B. Gericht zu Reigoldswil und Lauwil) an Herzog Leopold von Österreich und erhält es als Lehen zurück. Dieses Vorgehen entsprach einem damals gebräuchlichen Verfahren, um die Güter und Rechte vor dem Zugriff anderer Landesherren – in diesem Falle des Bischofs von Basel – zu entziehen.
Über den Untergang der Herren von Rifenstein gibt es nur Vermutungen:
- Eine besagt, dass der Ritter der Burg von einem Kreuzzug nicht mehr zurückgekehrt sei. In der Folge sei das Geschlecht ausgestorben und damit die Burg dem Zerfall überlassen worden. Diese Überlieferung muss aber als sehr unwahrscheinlich eingestuft werden, denn wie oben erwähnt bestand grosses Interesse anderer Adelssippen und des Bischofs am Reigoldswilertal, so dass der Besitz sofort übernommen worden wäre.
- Eine andere, viel wahrscheinlichere Möglichkeit ist, dass die Burg beim Basler Erdbeben 1356 Schaden erlitt. Der Wiederaufbau wurde dann entweder mangels Geldmitteln des Besitzers oder wegen der Verschiebung der adligen Interessen in Richtung der Stadt Basel – das Burgensterben in der Region war zu dem Zeitpunkt schon in vollem Gange – nicht mehr in Angriff genommen.

## Ruine
Der Reigoldswiler Bildhauer Jakob Probst wollte die Ruine kaufen und diese in sein Atelier und Wohnsitz umbauen. Doch sein Onkel Leo Zehntner war der damalige Gemeindepräsident und konnte Probsts Vorhaben verhindern. Die Ruine wurde erstmals in den 1930er Jahren umfassend saniert. Ab 2003 erarbeitete die Archäologie Baselland für die Eigentümerin, die Gemeinde Reigoldswil, ein Sanierungskonzept. Nachdem die Finanzierung gewährleistet war, wurde die Ruine von Bewuchs befreit und die Mauern umfassend saniert (es waren neun Tonnen Steine und 3’440 Kilogramm Mörtel nötig, die mit einem Helikopter zur Baustelle gebracht werden mussten). Damit ist die Ruine (Stand 2014) wieder zugänglich.